# 隆·科博
隆·科博（英語：Ron Cobb，1937年9月21日—2020年9月21日），美国-澳大利亚漫画家、电影概念设计师。
1937年生于美国洛杉矶，1950年代开始从事美术工作，后成为电影原画师，参与过1959年上映的迪士尼动画电影《睡美人》的制作。1960年被征兵入伍，1963年被派往越南，担任战地制图员。复员后回到洛杉矶，靠给非主流报刊杂志投漫画稿为生。1972年移居澳大利亚悉尼。曾参与《星際大戰四部曲：曙光乍現》（1977年）、《異形》（1979年）、《法櫃奇兵》（1981年）、《野蛮人柯南》（1982年）、《回到未来》（1985年）、《深渊》（1989年）和《全面回忆》（1990年）的科技造型设计工作。